# Andréi Prtiukov
Andréi Prtiukov –en ruso, Андрей Пртюков– (13 de diciembre de 1972) es un deportista ruso que compitió en taekwondo. Ganó dos medallas en el Campeonato Europeo de Taekwondo, plata en 2005 y bronce en 1998.

## Palmarés internacional
| Campeonato Europeo | Campeonato Europeo       | Campeonato Europeo | Campeonato Europeo |
| Año                | Lugar                    | Medalla            | Categoría          |
| ------------------ | ------------------------ | ------------------ | ------------------ |
| 1998               | Eindhoven (Países Bajos) | Medalla de bronce  | –58 kg             |
| 2005               | Riga (Letonia)           | Medalla de plata   | –62 kg             |